# Hammeltanz
Der Hammeltanz ist ein Brauch Jugendlicher, der meist zur Kirchweih veranstaltet wird. Hierbei wird ein Fest abgehalten, bei dem im Vorfeld die Jugendlichen eines Dorfes Tanzpärchen bilden. Wie bei Brauchtümern üblich, wird auch der Hammeltanz an den unterschiedlichen Orten anders abgehalten, weshalb die hier beschriebenen Vorgehensweisen und Bräuche variieren können.

## Geschichte
Mit zu den ältesten Hammeltänzen zählt wohl der in Onolzheim. Nach alter Überlieferung soll Barbara von Zipplingen, eng verbunden mit der Gründung der Kaplanei im Jahre 1476, den ersten Hammel gestiftet haben.

## Utensilien
- Ein Strauß Blumen (bzw. ein Schwert oder ein Stab)
- Ein Tisch, oder Weinfass in der Mitte der Tanzfläche
- Ein verschlossenes Kästchen, in dem eine Kerze abbrennt, die an einer, den Tanzpaaren unbekannten, Stelle ein Loch hat, durch das ein Faden geführt wird. An dem Faden wiederum hängt eine Flasche unterhalb des Kästchens. Alternativ auch eine in der Kerze eingeschmolzene Münze oder eine Uhr.
- Ein Teller (bzw. einige Teller auf Reserve)
- Genügend Wein mit Weingläsern
- Ein Hammel, der vom Hammelburschen geführt wird
- Ein oder mehrere Tuschtrinker
- Ein Maßkrug

Das Kästchen mit der daran hängenden Flasche wird oberhalb des Tisches/Weinfasses aufgehängt und unterhalb der Flasche wird der Teller gestellt. Der Wein mit den Gläsern steht ebenfalls auf dem Tisch.

## Abfolge
Die Vorbereitungen zu diesem Tanz werden von den Tanzpaaren sehr ernst genommen. Zunächst gilt es den geeigneten Tanzpartner zu finden, wobei es Pärchen, die bereits zusammengehören, etwas einfacher haben als Singles. Die Mädchen schaffen sich meist speziell zu diesem Anlass ein neues Kleid an. Natürlich müssen auch die Tuschtrinker gefunden werden, oft sind es Singlemänner, die keine Tanzpartnerin gefunden haben, oder sich für besonders trinkfest haltende Burschen.
Die Eltern bereiten sich auf die nach dem Tanz anstehende Hammelsfeier vor, wobei sie eine Brotzeit für die Hammelgesellschaft vorbereiten, bei der unter anderem Alkoholisches nicht fehlen darf.

### Tanz
Getanzt wird im Kreis, der an einer Stelle mit einer Linie gekennzeichnet wird, und dies so lange, bis die Flasche auf den Teller fällt. Nach jeder Runde wird der Blumenstrauß an das jeweils nachfolgende Tanzpaar weitergegeben, das Paar, welches beim Fallen der Flasche den Strauß in Händen hält, hat den Hammel gewonnen. Während und zwischen den Pausen genehmigen sich die, durch das anstrengende Tanzen oft sehr durstigen, Tanzpaare einige kräftige Schlücke Wein. Die leeren Gläser werden hierbei von den Tuschtrinkern aufgefüllt. Die gerade trinkenden Paare zerschmettern des Öfteren mit dem Maßkrug den Teller, um der Gesellschaft ein Fallen der Flasche vorzutäuschen, was die Überraschung beim richtigen Finale steigern soll. Auch der Teller wird von einem Tuschtrinker wieder ersetzt.

### Tuschtrinken
Ist die Flasche nun wirklich heruntergefallen, ist es an der Zeit für die Tuschtrinker. Hier spielt die Kapelle für jedes Pärchen einen Tusch. Die Tuschtrinker müssen bei jedem Male mit dem jeweiligen Paar anstoßen und ein Weinglas bis auf den Grund leeren. Abhängig von der Anzahl der Pärchen müssen die Tuschtrinker sich nach diesem Prozedere mehr oder weniger stark übergeben.

### Hammelfeier
Nach dem Tuschtrinken marschiert die gesamte Tanzgesellschaft inklusive Tuschtrinkern, Musikkapelle, Festhelfern und Hammel samt Hammelsburschen in einer Prozession durch das Dorf zu den Eltern des Gewinnerpärchens, um dieses bei einer ausgiebigen Brotzeit zu feiern. Zum Ausklang werden die Gaststätten im Ort durchquert, was bis spät in die Nacht dauern kann.

## Hammelessen
Nach einigen Wochen findet dann das Hammelsessen statt. Früher wurde hierfür der am Hammeltanz anwesende Hammel geschlachtet und von der Hammelgesellschaft verspeist. Heutzutage ist es üblich, dass dem Hammel das Leben geschenkt wird und stattdessen von den Gewinnern ein Essen für die Gesellschaft bereitet wird.

## Ferkeltanz
Als Ferkeltanz (auch Säulestanz) wird ein Fest bezeichnet, welches außerhalb der Kirchweih für verheiratete Paare veranstaltet wird. Dabei wird in ähnlicher Weise verfahren wie beim Hammeltanz, mit dem Unterschied, dass der Preis für das Siegerpaar ein Ferkel ist, das beim späteren Ferkelessen als Spanferkel herhalten muss.